# D•N•Angel
D•N•Angel (ディー・エヌ・エンジェル?) es una serie de manga escrita e ilustrada por Yukiru Sugisaki, siendo la obra más popular y de mayor renombre que posee la autora, llegándose a lanzar un anime supervisado por la misma Sugisaki, varias series de CD Drama, dos novelas y un videojuego para PlayStation 2. Comenzó su publicación en la revista Asuka en noviembre de 1997. Lleva actualmente recopilados 20 tomos dicha historia, siendo publicado en España y Argentina por Editorial Ivrea; así como en México por Grupo Editorial Vid.
La historia trata sobre un estudiante llamado Daisuke Niwa, que por herencia familiar, al cumplir los 14 años, sufre de vez en cuando transformaciones, encarnando al legendario ladrón Kaitou Dark, el cual tiene personalidad propia, alternándose durante la obra.

## Argumento

### Anime
La historia se centra en un muchacho de catorce años llamado Daisuke Niwa, quien trata de decirle a Risa Harada que le gusta. Sin embargo, no es capaz de decírselo. Esa misma tarde, sufre una transformación, convirtiéndose en el legendario ladrón  Dark. Su madre, Emiko, le explica que los genes de los varones en la familia Niwa reaccionan al sentimiento del amor haciendo que se transforme en el ladrón Dark. También le explica que, para liberarse de dicha transformación, debe robar obras de arte de la familia Hikari porque, en una de ellas, se encuentra la clave para liberarse del alma de Dark. Al igual que le pasa a Daisuke,  Dark también se transforma al ver a Risa que le recuerda a su único amor Rika Harada, la abuela de las gemelas Harada. Risa tiene una hermana gemela, llamada Riku, la cual, durante el anime, comprende que le gusta Daisuke. A pesar de todo, Daisuke se verá en un gran problema al descubrir que en su escuela hay otro chico, cuyo nombre es Satoshi Hiwatari, perteneciente a la familia Hikari, la cual ha heredado los poderes de Krad, la antítesis de Dark. Él será un amigo para Daisuke y un enemigo transformado en Krad.

### Manga
Se centra en Daisuke Niwa, que tiene 14 años, siendo rechazado en el día de su cumpleaños por Risa Harada, ya que ella desea un hombre menos común para su impresión. Con tal desilusión, Daisuke vuelve a su casa, donde su familia le tiene preparado una fiesta de bienvenida por su 14º cumpleaños, aunque él se va a su cuarto, donde sufre una transformación genética, transformándose en el ladrón Kaitou Dark. Su madre, Emiko Niwa, le explica que los genes de los varones en la familia Niwa reaccionan al sentimiento del amor haciendo que se transforme en el ladrón Dark y le dice que, para liberarse de la transformación, debe conquistar a Risa Harada. Dark se siente atraído por Riku, hermana mayor de Risa. A partir de ahí, se complica todo, cuando descubre que el comandante que va tras Dark es su compañero de clase, Satoshi Hiwatari, el cual, al ser de la familia Hikari, sufre una transformación genética, convirtiéndose en la antítesis de Dark.

## Protagonistas
Daisuke Niwa: Es un niño de 14 años de edad, que vive con su abuelo y su madre. Daisuke está enamorado de una niña de su misma escuela y curso, llamada Risa Harada. En el anime, Daisuke después se enamora de Riku y están juntos, y detrás de todo esto, se esconde que en la familia Niwa, para poder encontrar a su "doncella"(novia) deben reencarnarse en Dark (el ángel de alas negras), pero esto solo sucede cuando los hombres de la familia Niwa cumplen 14 años, que para eso deben entrenarse toda su vida, terminando cuando lleguen a esa edad.
Satoshi Hiwatari: Amigo de Daisuke y enemigo a la vez debido a que lleva a Krad (el ángel de alas blancas) en su interior, al principio de la historia trata de atraparlo y encarcelarlo pero después de un tiempo se vuelven buenos amigos.
Risa Harada: Es una chica común, que estudia en la misma escuela que Niwa, pero aunque Daisuke está muy enamorado de ella, ésta solo lo tiene como amigo, sin tener ninguna clase de interés especial hacia él. Después de ver a Dark queda perdidamente enamorada, lo cual es curioso porque ella no sabe que en realidad es Daisuke.
Riku Harada: Es la hermana mayor de Risa y su gemela. A diferencia de su hermana, tiene el cabello corto y de un tono más colorado. Al principio de la serie solo ve a Daisuke como un amigo, pero luego se da cuenta de que está enamorada de él y Daisuke empieza a sentir lo mismo por ella.

## Contenido de la obra

### Anime
En la serie animada de D•N•Angel los episodios tienen una duración aproximada que oscila entre los 20 y 25 minutos. A continuación, se expone un listado de episodios. Los nombres usados son los que se designaron en el doblaje en castellano para el mercado español (en paréntesis los títulos originales en japonés). En el anexo se desarrolla la trama de cada uno de ellos.
1. El renacer de Dark (復活のダーク?).
2. Sentimientos que resurgen (よみがえる想い?).
3. El susurro del unicornio (ユニコーンのささやき?).
4. Entre la luz y la oscuridad (光と闇の間に…?).
5. Doble cocina (ダブルクッキング?).
6. Recuerdos de San Blanco (セント ホワイト メモリーズ?).
7. Adonis y el jardín de los prometidos (誓いの庭のアドニス?).
8. El aviso de Menó (瑪瑙の予告状?).
9. Las fresas del amor (ちいさな恋?).
10. El retrato del músico (ある音楽家の肖像?).
11. El templo de Neptuno (海神(ネプチューン)の神殿?).
12. Con la ayuda del rutile (ルチルとともに…?).
13. El símbolo de eternidad (永遠（とわ）の標?).
14. Una nueva rival (新たなるライバル?).
15. Pánico en la barbacoa (バーベキューパニック?).
16. ¡Te encontré! (見つけたよ?)
17. Un verano sin Dark (ダークのいない夏?).
18. Lluvia de estrellas para dos (星降る夜の二人?).
19. La heroína encantadora (すてきなヒロイン?).
20. Quiero verte (逢いたくて?).
21. Una voz fría como el hielo (凍てついた呼び声?).
22. Hielo y nieve (アイスアンドスノウ?).
23. La aguja de la eternidad (時の秒針?).
24. Nieve en el corazón. (心に雪が降る?).
25. Alas negras (黒翼?).
26. Dark, para la eternidad (永遠のダーク?).

La serie fue distribuida en España por la empresa Jonu Media, lanzándolo en 5 DVD, cada uno con cinco episodios, excepto el último que contiene seis, al igual que ocurrió en Japón. Incorporaron en cada DVD también el doblaje original en japonés y subtítulos en castellano.

### Manga
La autora del manga es Yukiru Sugisaki, que recopila 20 tomos de D•N•Angel, la cual es su obra más famosa e importante. Ha sido serializaza en la revista Asuka desde noviembre de 1997 al 24 de enero de 2021. Se reactivó su publicación después de un período de 3 años durante los cuales su autora no trabajó en esta obra, sino en Lagoon Engine. 
A continuación, se exponen las ISBNs de los países donde se ha lanzado la obra. 
| Título       | Fecha de lanzamiento | ISBN                   |
| ------------ | -------------------- | ---------------------- |
| D•N•Angel 1  | 13/11/97             | ISBN 4-04-924701-1     |
| D•N•Angel 2  | 14/12/98             | ISBN 4-04-924761-5     |
| D•N•Angel 3  | 19/08/99             | ISBN 4-04-924789-5     |
| D•N•Angel 4  | 17/07/00             | ISBN 4-04-924827-1     |
| D•N•Angel 5  | 17/02/01             | ISBN 4-04-924851-4     |
| D•N•Angel 6  | 17/01/02             | ISBN 4-04-924887-5     |
| D•N•Angel 7  | 17/10/02             | ISBN 4-04-924917-0     |
| D•N•Angel 8  | 17/03/03             | ISBN 4-04-924940-5     |
| D•N•Angel 9  | 17/07/03             | ISBN 4-04-924945-6     |
| D•N•Angel 10 | 17/02/04             | ISBN 4-04-924962-6     |
| D•N•Angel 11 | 10/08/05             | ISBN 4-04-925010-1     |
| D•N•Angel 12 | 17/06/08             | ISBN 978-4-04-925060-2 |
| D•N•Angel 13 | 17/10/08             | ISBN 978-4-04-925063-3 |
| D•N•Angel 14 | 24/09/2010           | ISBN 978-4-04-925076-3 |
| D•N•Angel 15 | 24/01/2011           | ISBN 978-4-04-925076-3 |
| D•N•Angel 16 | 24/01/2019           |                        |
| D•N•Angel 17 | 24/07/2019           |                        |
| D•N•Angel 18 | 24/03/2020           |                        |
| D•N•Angel 19 | 24/06/2021           |                        |
| D•N•Angel 20 | 24/06/2021           |                        |

| Título       | Fecha de lanzamiento | ISBN               |
| ------------ | -------------------- | ------------------ |
| D•N•Angel 1  | 28/07/03             | ISBN 987-562-025-4 |
| D•N•Angel 2  | 28/09/03             | ISBN 987-562-044-0 |
| D•N•Angel 3  | 28/10/03             | ISBN 987-562-057-2 |
| D•N•Angel 4  | 21/12/03             | ISBN 987-562-092-0 |
| D•N•Angel 5  | 31/01/04             | ISBN 987-562-109-1 |
| D•N•Angel 6  | 28/02/04             | ISBN 987-562-110-2 |
| D•N•Angel 7  | 03/04/04             | ISBN 987-562-134-X |
| D•N•Angel 8  | 05/06/04             | ISBN 987-562-154-4 |
| D•N•Angel 9  | 07/08/04             | ISBN 987-562-188-9 |
| D•N•Angel 10 | 25/09/04             | ISBN 987-562-208-7 |
| D•N•Angel 11 | 05/11/05             | ISBN 987-562-402-0 |

| Título       | Fecha de lanzamiento | ISBN               |
| ------------ | -------------------- | ------------------ |
| D•N•Angel 1  | 21/01/04             | ISBN 2-7234-4570-4 |
| D•N•Angel 2  | 17/03/04             | ISBN 2-7234-4603-4 |
| D•N•Angel 3  | 26/05/04             | ISBN 2-7234-4611-5 |
| D•N•Angel 4  | 15/07/04             | ISBN 2-7234-4612-3 |
| D•N•Angel 5  | 22/09/04             | ISBN 2-7234-4613-1 |
| D•N•Angel 6  | 23/11/04             | ISBN 2-7234-4614-X |
| D•N•Angel 7  | 26/01/05             | ISBN 2-7234-4615-8 |
| D•N•Angel 8  | 23/03/05             | ISBN 2-7234-4616-6 |
| D•N•Angel 9  | 18/05/05             | ISBN 2-7234-4617-4 |
| D•N•Angel 10 | 13/07/05             | ISBN 2-7234-5185-2 |
| D•N•Angel 11 | 21/03/07             | ISBN 2-7234-5186-0 |

| Título       | Fecha de lanzamiento | ISBN               |
| ------------ | -------------------- | ------------------ |
| D•N•Angel 1  | 10/04/03             | ISBN 91-6384-179-7 |
| D•N•Angel 2  | 13/01/04             | ISBN 91-6384-180-0 |
| D•N•Angel 3  | 03/10/04             | ISBN 91-6384-181-9 |
| D•N•Angel 4  | 05/05/04             | ISBN 91-6384-182-7 |
| D•N•Angel 5  | 10/07/04             | ISBN 91-6384-183-5 |
| D•N•Angel 6  | 10/09/04             | ISBN 91-6384-184-3 |
| D•N•Angel 7  | 12/11/04             | ISBN 91-6384-185-1 |
| D•N•Angel 8  | 17/01/05             | ISBN 91-6384-187-8 |
| D•N•Angel 9  | 21/03/05             | ISBN 91-6384-188-6 |
| D•N•Angel 10 | 16/05/05             | ISBN 91-6384-189-4 |
| D•N•Angel 11 | 25/09/06             | ISBN 91-6384-190-8 |

### Videojuego
D•N•Angel: Crimson Wings es un videojuego que fue publicado el 25 de septiembre de 2003. En este videojuego, el participante debe seguir varios de los hechos sucedidos en el anime. Fue realizado por Takara Tomy.

## Banda sonora
La banda sonora del anime es de tipo sinfónico, bastante tranquila, aunque con temas más contundentes y rítmicos compuestos para las escenas de acción. Está compuesta por dos músicos: Eguchi Takahito y Hasegawa Tomoki.
En D•N•Angel, los temas que han sido usados como opening y ending han sido los siguientes:
Opening
- Byakuya ~True Light~ (白夜 ～True Light～), que es interpretada por Shunichi Miyamoto.

Ending
- Gentle Afternoon やさしい午後 (Yasashii Gogo?), que aparece entre los episodios 1 y 12, ambos inclusive. Es interpretada por Minawo.

- The Day It Begins はじまりの日 (Hajimari no Hi?), que aparece entre los episodios 13 y 23, ambos inclusive, y además aparece en el episodio 25. Es interpretada por Minawo.

- Caged Bird, que aparece únicamente en el episodio 24, es interpretada por Shunichi Miyamoto.

- Michishirube 道標 (Michishirube?), que aparece en el último capítulo, es interpretado por Shunichi Miyamoto.